# 물 분쟁

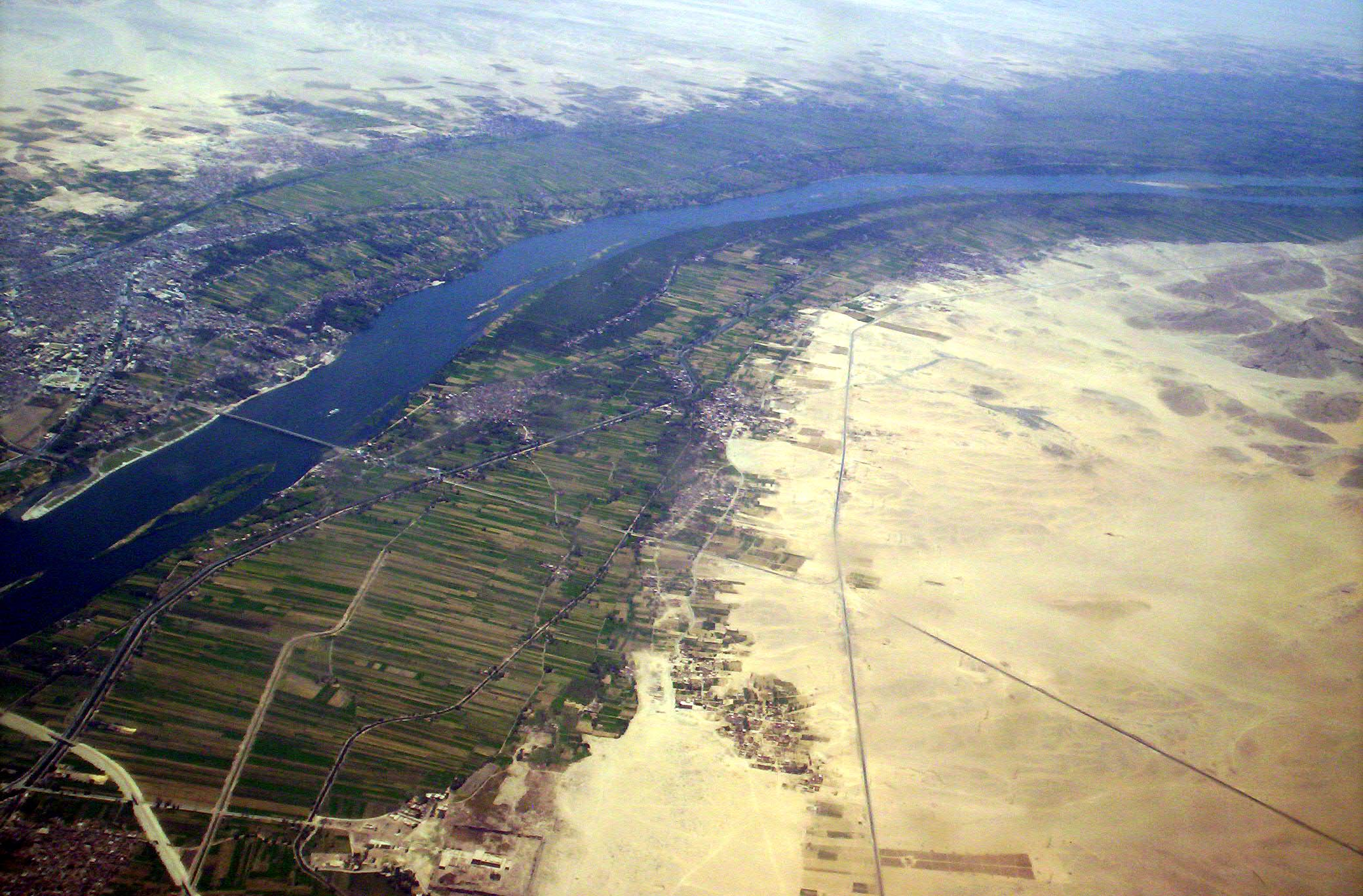
댐에 물을 채우려는 에티오피아의 움직임은 나일강의 흐름을 25%까지 줄이며, 이집트의 농경지를 황폐화시킬 수 있다.

물 분쟁(영어: water conflict)은 수자원에 대한 용수권을 두고 국가 또는 집단 간의 갈등을 설명하는 용어이다. UN은 물 분쟁이 물 사용자, 공공 또는 민간의 상반된 이해 관계에서 발생한다는 것을 인식하고 있다. 역사를 통틀어 광범위한 물 분쟁이 있어 왔지만 역사에서 전쟁이 물만을 놓고 벌어진 경우는 거의 없었다. 대신에 물은 오랜 기간 동안 긴장의 원인이자 갈등의 원인 중 하나였다. 물 분쟁은 영토 분쟁, 자원 쟁탈전, 전략적 이점 등 여러 가지 이유로 일어난다.

## 같이 보기
- 수자원
- 농지